# ProA
La ProA rappresenta il secondo livello del campionato tedesco di pallacanestro. Fa parte della 2. Basketball-Bundesliga, la quale è divisa appunto in ProA e ProB (terzo livello).

## Storia
La ProA è gerarchicamente inferiore alla Basketball-Bundesliga. È stata fondata nel 2007, in seguito alla scissione della 2. Basketball-Bundesliga in ProA e ProB.

## Albo d'oro
- 2007-2008  Giants Nördlingen
- 2008-2009  Mitteldeutscher BC
- 2009-2010  Bayreuth
- 2010-2011  Bayern Monaco
- 2011-2012  Mitteldeutscher BC
- 2012-2013  RASTA Vechta
- 2013-2014  BG 74 Gottinga
- 2014-2015  Gießen 46ers
- 2015-2016  Science City Jena
- 2016-2017  Mitteldeutscher BC
- 2017-2018  RASTA Vechta
- 2018-2019  Amburgo Towers
- 2019-2020 sospeso
- 2020-2021  Heidelberg
- 2021-2022  Rostock Seawolves
- 2022-2023  RASTA Vechta
- 2023-2024  Karlsruhe Lions
- 2024-2025  Gladiators Treviri